# Довгота
Довгота́ (англ. longitude, нім. Länge f) — одна з координат у ряді систем сферичних координат, що визначають положення точок на земній поверхні (див. Географічні координати, Координати в геодезії), на небесній сфері (див. Небесні координати), на поверхнях Сонця, Місяця, планет (Геліографічні координати, Селенографічні координати, Планетографічні координати).
Для Землі, залежно від способу визначення, розрізняють довготу астрономічну й довготу геодезичну.
Астрономічна довгота на земній поверхні дорівнює різниці місцевого часу (середнього сонячному або зоряного) в обумовленому пункті й часі початкового (гринвіцького) меридіана (всесвітній час) з астрономічних спостережень і залежить від напрямку прямовисної лінії (нормалі до геоїда) в обумовленому пункті. Тобто двогранний кут між площиною початкового астрономічного меридіана і площиною астрономічного меридіана даної точки земної поверхні. У міжнародній практиці така довгота вважається додатною на захід, а в колишньому СРСР переважно на схід від 0° до 360° (у годинному вимірі від 0 до 24). Позначається буквою λ.
Астрономічною довготою називається також одна з координат в екліптичній системі небесних координат.
Геодезична довгота визначається шляхом геодезичних вимірювань, наприклад тріангуляції, від деякого вихідного пункту до обумовленого пункту й залежить від напрямку нормалі в ньому до прийнятого референц-еліпсоїда. Тобто двогранний кут між площиною геодезичного початкового меридіана і площиною геодезичного меридіана даної точки земної поверхні. Це аналогічно астрономічній, тільки прямовисна лінія в даній точці замінюється нормаллю до референц-еліпсоїда. Позначається буквою L.

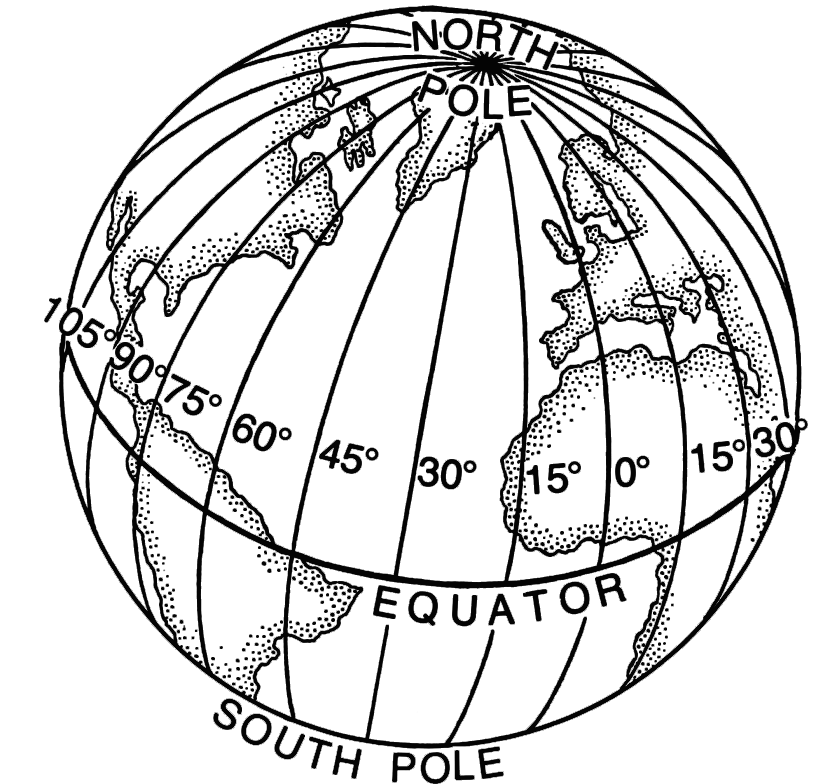
Малювання Землі з довгот